# Sam Clucas
Samuel Raymond "Sam" Clucas (Lincoln, 25 september 1990) is een Engels voetballer die doorgaans als middenvelder speelt. Hij tekende in augustus 2018 een contract tot medio 2022 bij Stoke City, dat hem overnam van Swansea City.

## Clubcarrière
Clucas speelde in de jeugd bij Leicester City. Voordat hij in 2015 bij Hull City tekende, speelde hij in verschillende lagere divisies. Zo kwam hij uit voor Lincoln City, het Spaanse Jerez Industrial, Hereford United, Mansfield Town en Chesterfield. Tijdens het seizoen 2014/15 maakte de middenvelder negen doelpunten in drieënveertig competitieduels in de League One. Zijn prestaties leverden hem een transfer op naar Hull City, dat op dat moment in de Championship actief was. In zijn eerste seizoen maakte hij zes doelpunten, waarmee hij een aandeel had in de promotie naar de Premier League. Op 13 augustus 2016 debuteerde Clucas in de Premier League tegen zijn ex-club Leicester City. Hij mocht in de basiself starten en zag zijn ploeg met 2–1 winnen.